# Tornik'e Grigalashvili
Tornik'e Grigalashvili (in georgiano თორნიკე გრიგალაშვილი?; Kutaisi, 28 gennaio 1993) è un calciatore georgiano, difensore svincolato.